# Покровский храм (Хельсинки)
Храм Покрова Пресвятой Богородицы (фин. Pokrovan kirkko) — православный храм, расположенный в районе Мунккиниеми в городе Хельсинки и административно входящий в состав Патриарших приходов в Финляндии Московского патриархата.

## История
Покровский приход был основан Анной Дмитриевной Пугиной в декабре 1925 года в Выборге и получил официальную регистрацию постановлением Государственного Совета Финляндии в качестве частной религиозной организации 23 декабря 1926 года.
С 1926 по 1939 годы община собиралась на богослужения в домо́вом храме, устроенном в особняке Анны Пугиной в Выборге (Luostarinkatu) и освящённом 2 января 1927 года по благословению митрополита Евлогия (Георгиевского) первым настоятелем Покровской общины протоиереем Григорием Светловским. Юрисдикционно община входила в состав Западноевропейской епархии Русской православной церкви (в том числе с 1931 по 1945 годы вместе с митрополитом Евлогием (Георгиевским) пребывала в юрисдикции Константинопольского патриархата).
29 декабря 1935 года приход посетил викарий митрополита Евлогия епископ Пражский Сергий (Королёв), который рукоположил для общины диакона Григория Сандина.
Во время советско-финской войны в 1939 году имущество храма было эвакуировано вглубь Финляндии, а в 1940 году во временном помещении в Хельсинки Покровская община возобновила богослужения.
12 октября 1945 года митрополитом Григорием (Чуковым) община была воссоединена с Московским патриархатом.
В 1951 году, путём многолетнего сбора пожертвований, община смогла приобрести в собственность участок с домом на окраине Хельсинки в районе Мунккиниеми. Тогда же по проекту архитектора Илмари Ахонена было начато возведение храма, который 1 февраля 1953 года был освящён в честь Покрова Божией Матери. Резьбу для иконостаса выполнил художник Юрий Репин. Численность прихожан в 1960 году составляла 1663 человека.
В мае 1974 года и в сентябре 1981 года, во время своих визитов в Финляндию, в Покровском храме совершал богослужения патриарх Московский Пимен (Извеков).
Короткое время (1978—1979) настоятеля прихода был игумен Лонгин (Талыпин).
С 1999 года настоятелем Покровского прихода был избран протоиерей Виктор Лютик, а численность прихода на 2014 года составила 388 человек.
23 апреля 2009 года приход посетила супруга президента России Светлана Медведева.
На 2020 год численность зарегистрированных прихожан Покровского прихода составляла 399 человек.